# Habib Mselmani
Habib Mselmani (arabe : الحبيب المسلماني) est un réalisateur et scénariste tunisien.

## Biographie
Il est passé par le Centre de formation de l'ERTT puis par l'Institut de presse et des sciences de l'information. Il effectue un stage de réalisation à la Rai et à FR3 puis étudie à l'Institut national de l'audiovisuel à Paris, où il obtient un diplôme de cadre supérieur de télévision, spécialisé dans la réalisation.
Habib Mselmani tourne plusieurs téléfilms, documentaires et programmes pour enfants. Son premier long métrage sorti en 1986, Sabra et le monstre de la forêt, est lui-même destiné aux enfants.
Jusqu'en 2016, il a réalisé un total d'environ 2 500 heures de fiction.
En 2018, Habib Mselmani lance un stage d'écriture scénaristique,.

## Filmographie

### Séries
- 1986 : Sabra Walwuhush, texte de Mohamed Mokhtar Louzir
- 1995 : Jours normaux avec Ahmed Rjeb, texte de Habib Mselmani et Mohamed Mokhtar Louzir
- 1997 : Bent El Khazef, avec Abdellatif El Béhi et texte de Ali Mohsen Arfaoui
- 1999 : Anbar Ellil, avec Ahmed Rjeb et texte de Ridha Gaham et Ridha Kéfi
- 2001 : Dhafayer, avec Madih Belaïd et texte d'Abdelhakim Alimi et Ridha Gaham
- 2002 : Itr Al Ghadhab, texte de Ridha Gaham
- 2004 : Hssabet w Aqabet, texte d'Ali Louati
- 2005 : Aoudat Al Minyar, texte d'Ali Louati
- 2006 : Abderrahman Ibn Khaldoun, texte d'Ali Debb
- 2007 : Layali el bidh, texte de Rafika Boujday
- 2008 : Bin Ethneya, texte de Jihed El Jéni, Younes Ferhi et Mehrez Ezzine
- 2009 : Achek Assarab d'Ali Louati
- 2011 : Portable (sitcom), texte de Salma Baccar et Lotfi Abdelghaffar
- 2013 : Zawja El Khamsa, texte de Jalel Eddine Khélif
- 2017 : Dawama, avec Naïm Ben Rhouma et Mohamed Ali Mihoub, et texte d'Abdelmonem Hawas

### Téléfilms
- 2007 : Puissant, avec Elyes Zrelli, texte d'Abdelhakim Alimi et Ridha Gaham

### Longs métrages
- 1986 : Sabra et le monstre de la forêt
- 2016 : Rizk El Bey Lik[5] de Nasser Kasraoui et produit par Abdelaziz Ben Mlouka